# بین‌المللی شدن آموزش عالی
بین‌المللی شدن آموزش عالی به لحاظ نظری عبارت است از "فرایند تلفیق ابعاد بین‌المللی، بین‌فرهنگی و جهانی در اهداف، مأموریت‌ها، کارکردها و نیز عرصۀ آموزش عالی»." بین‌المللی شدن آموزش عالی در عمل «فرایند تجاری‌سازی آموزش عالی و بازاریابی تولیدات پژوهشی و رقابت برای جذب نخبگان (اعم از دانشجویان و پژوهشگران خارجی) و دانشجویان برخوردار از کشورهای درحال‌توسعه به منظور درآمدزایی و جبران کسری بودجه، افزایش پروفایل ملی دانشگاه و کسب اعتبار بین‌المللی برای دانشگاه و مدیریت آن می‌باشد» بر اساس این تعریف، بین‌المللی‌شدن آموزش عالی به لحاظ سیاستی از شش عنصر اصلی برخوردار است که شامل پذیرش و جذب دانشجو از کشورها و خانواده‌های برخوردار، تجاری‌سازی آموزش و تحقیق، رقابت و افزایش اعتبار و جایگاه بین‌المللی، جذب نخبگان و مهاجرت سرمایه‌های انسانی، و بازاریابی آموزش و تحقیق می‌شود.

## بین‌المللی شدن در عمل (انتقاد)
از یک نقطۀ بحرانی از نظر داستان بین‌المللی در دنیای واقعی آموزش عالی مؤسسات ممکن است متفاوت از آنچه بیان شده است به معنای واقعی کلمه در سیاست رسمی اسناد و مدارک مانند برنامه‌های راهبردی بین‌المللی است. به عنوان یک محصول و پاسخ به جهانی‌شدن بین‌المللی است که نقد برای داشتن اقتصادی جهت‌گیری. مرکزی انتقاد این است که در انگلیس و آمریکا سنت آموزش عالی بین‌المللی به طور فزاینده‌ای در ارتباط با کالایی و تجاری از تحصیلات دانشگاهی است. بین‌المللی آموزش عالی شده است با انتقاد به روند رقابت‌های بین‌المللی برای استخدام خارجی بیشتر دانش‌آموزان ممتاز از کشور به منظور تولید درآمد، امن، مشخصات ملی و ساخت شهرت بین‌المللی است.